# دهستان ویسیان
ویسیان، دهستانی است از توابع بخش ویسیان شهرستان دوره در استان لرستان ایران.

## جمعیت
براساس سرشماری سال ۱۳۸۵ جمعیت آن ۶٬۱۳۱ نفر (۱٬۴۷۶ خانوار) بوده‌است.